# Zygmunt Rogala
Zygmunt Rogala (ur. 14 października 1879 w Kamieniu Krajeńskim, zm. 11 marca 1932 w Pelplinie) – polski duchowny rzymskokatolicki, dr teologii, kanonik Kapituły Katedralnej, wikariusz generalny Diecezji Chełmińskiej.

## Życiorys
Syn Walerii Rogala z d. Heese (1859–1940). Kształcił się w Collegium Marianum w Pelplinie (1890–1894) oraz w gimnazjach w Chełmnie i Chojnicach. Maturę zdał w 1896. W obydwu gimnazjach należał do organizacji filomackich (koła seniorów Towarzystwa Tomasza Zana). W 1898 wstąpił do Seminarium Duchownego w Pelplinie. Z polecenia przełożonych podjął studia we Wrocławiu (1901), a następnie w Münster (1902–1903). Święcenia kapłańskie przyjął 24 lipca 1904 w Pelplinie. Po półrocznym wikariacie w Czersku został wikariuszem katedralnym w Pelplinie, asystentem w kancelarii biskupiej i przejściowo prokuratorem seminaryjnym. W 1907 obronił doktorat w Münster. Jego pracą promocyjną było: Die Anfänge des arianischen Streites. Władze pruskie nie zgodziły się na objęcie przez Zygmunta Rogalę stanowiska docenta na UJ w Krakowie. W 1907 był wikariuszem Parafii pw. Zwiastowania Najświętszej Maryi Panny w Pączewie. W latach 1915–1927 był proboszczem kościoła farnego pw. Wniebowzięcia Najświętszej Marii Panny w Chełmnie. Należał do organizacji oświatowych, był członkiem Towarzystwa Naukowego w Toruniu i prezesem komitetu powiatowego Towarzystwa Czytelni Ludowych. W 1918 był współorganizatorem i sekretarzem Powiatowej Rady Ludowej w Chełmnie. Z jej ramienia został delegatem na Polski Sejm Dzielnicowy, który obradował od 3 do 5 grudnia 1918 w Poznaniu. Jako członek Powiatowej Rady Ludowej organizował polskie szkolnictwo w powiecie, rozprowadzał polskie elementarze, przemawiał na wiecach umacniając ducha polskiego. 26 stycznia 1919 otrzymał tytuł członka honorowego Towarzystwa Nauczycieli Polaków w Ziemi Chełmińskiej. Wspólnie z miejscowymi działaczami założył w lipcu 1919 lokalną gazetę „Nadwiślanin”. Pełnił obowiązki wiceprzewodniczącego Rady Powiatowej i członka Rady Miejskiej. Uczestniczył w życiu politycznym miasta i powiatu. W latach 1922–1927 był dziekanem dekanatu chełmińskiego. W 1926 został Prałatem Domowym Jego Świątobliwości. 22 lutego 1927 biskup Stanisław W. Okoniewski mianował go kanonikiem Kapituły Katedralnej, w maju 1927 wikariuszem generalnym Diecezji Chełmińskiej. W latach 1927–1928 był redaktorem „Orędownika Kościelnego. Urzędowego Organu Diecezji Chełmińskiej”, a w latach 1929–1932 redaktorem odpowiedzialnym „Miesięcznika Diecezji Chełmińskiej”.
Z okazji 25-lecia święceń kapłańskich w 1929 otrzymał honorowe obywatelstwo miasta Chełmna. 8 listopada 1930 „za zasługi na polu pracy narodowo-społecznej” został mu nadany Krzyż Oficerski Orderu Odrodzenia Polski.
Zmarł 11 marca 1932 w Pelplinie.

## Publikacje
Rogala Zygmunt, Die Anfänge des arianischen Streites, Paderborn, F.Schoeningh 1907.